# 1150 в Україні

## Події
- Юрій Довгорукий покидає Київ, залишивши на престолі брата В'ячеслава, але кияни не бажали В'ячеслава, і покликали Ізяслава Мстиславича. Тоді Юрій Довгорукий повернувся й відновив своє правління.
- Мстислав Юрійович князь пересопницький короткочасно.
- Літопис вперше згадує Ярослава Осмомисла у зв'язку із одруженням з Ольгою, дочкою князя Юрія I Долгорукого.

## Засновані, зведені
- У Київському літописі (Іпатіївський список) вперше згадується місто Корець Рівненської області (як Корчеськ), місто Сянок, тепер Сяноцького повіту Підкарпатського воєводства.
- Володарка
- Комань
- Радомишль
- Тумащ